# Love Dump
Love Dump è un singolo del gruppo musicale statunitense Static-X, il secondo estratto dal primo album in studio Wisconsin Death Trip e pubblicato il 31 ottobre 2000.

## Tracce
12" (Stati Uniti), download digitale (Stati Uniti)
1. Love Dump (Optical Remix) – 6:43
2. Love Dump (Mephisto Odyssey's Voodoo Dub) – 5:31

## Formazione
- Wayne Static – voce, chitarra, programmazione
- Koichi Fukuda – chitarra, tastiera, programmazione
- Tony Campos – basso, cori
- Ken Jay – batteria